# Postamt (Calau)
Das ehemalige Kaiserliche Postamt ist ein Gebäude in der Stadt Calau im Landkreis Oberspreewald-Lausitz in Brandenburg. Es diente bis 1998 als Postamt und wird nach mehreren wechselnden Besitzern seit 2023 als Verwaltungsgebäude des Landkreises genutzt. Das frühere Postamt ist ein eingetragenes Baudenkmal in der Denkmalliste des Landes Brandenburg.

## Geschichte

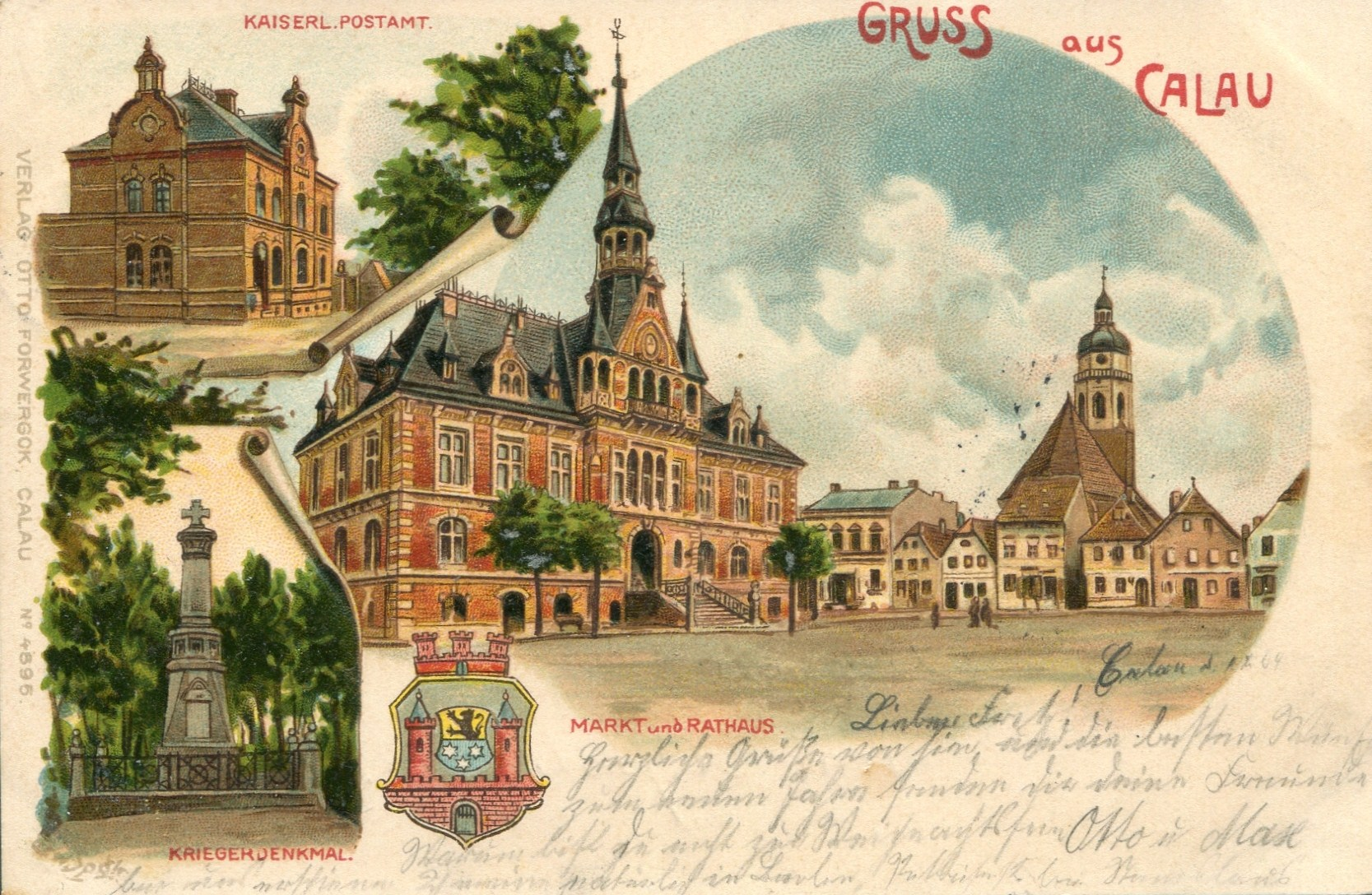
Das Kaiserliche Postamt Calau (oben links) im ursprünglichen Bauzustand auf einer Postkarte von 1904

Das Gebäude wurde am östlichen Stadtrand vor dem damaligen Cottbuser Tor errichtet, als der starke Anstieg von Postsendungen im späten 19. Jahrhundert den Bau gesonderter Postgebäude notwendig machte. Über den Bauzeitraum gibt es unterschiedliche Angaben, die sich zwischen 1890 und 1902 bewegen; die Stadt Calau gibt das Jahr 1896 als Baujahr an. Vor dem Bau gab es im Stadtgebiet Calaus zwei Postämter, eines am Bahnhof und eines in dem damaligen Hotel „Heyde’s Hotel zur Sonne“ im Zentrum. Der Bau wurde von dem Mauermeister Kupsch aus Züllichau durchgeführt. Das Postamt Calau gehörte zur Kaiserlichen Oberpost-Direktion Frankfurt/Oder der Reichspost, zu seinem Zustellbereich gehörten neben der Stadt Calau die Dörfer Gosda, Kemmen, Mallenchen, Ogrosen, Saßleben, Seese und Werchow.
In der DDR wurde das Postamt von der Deutschen Post und nach der Wiedervereinigung von der Deutschen Bundespost bzw. ab 1995 der Deutschen Post AG betrieben. Im Dezember 1998 wurde der Betrieb des Postamtes eingestellt und das Gebäude von unterschiedlichen privaten Unternehmen genutzt. Im Januar 2023 kaufte der Landkreis Oberspreewald-Lausitz das Haus mit einer geplanten Nutzung als weiteres Verwaltungsgebäude. In dem gegenüber dem ehemaligen Postamt gelegenen Kreishaus des Altkreises Calau befinden sich bereits Teile der Kreisverwaltung. Im März 2024 zogen die Bußgeldstelle und das Schifffahrtsamt des Landkreises in das Gebäude ein.

## Architektur

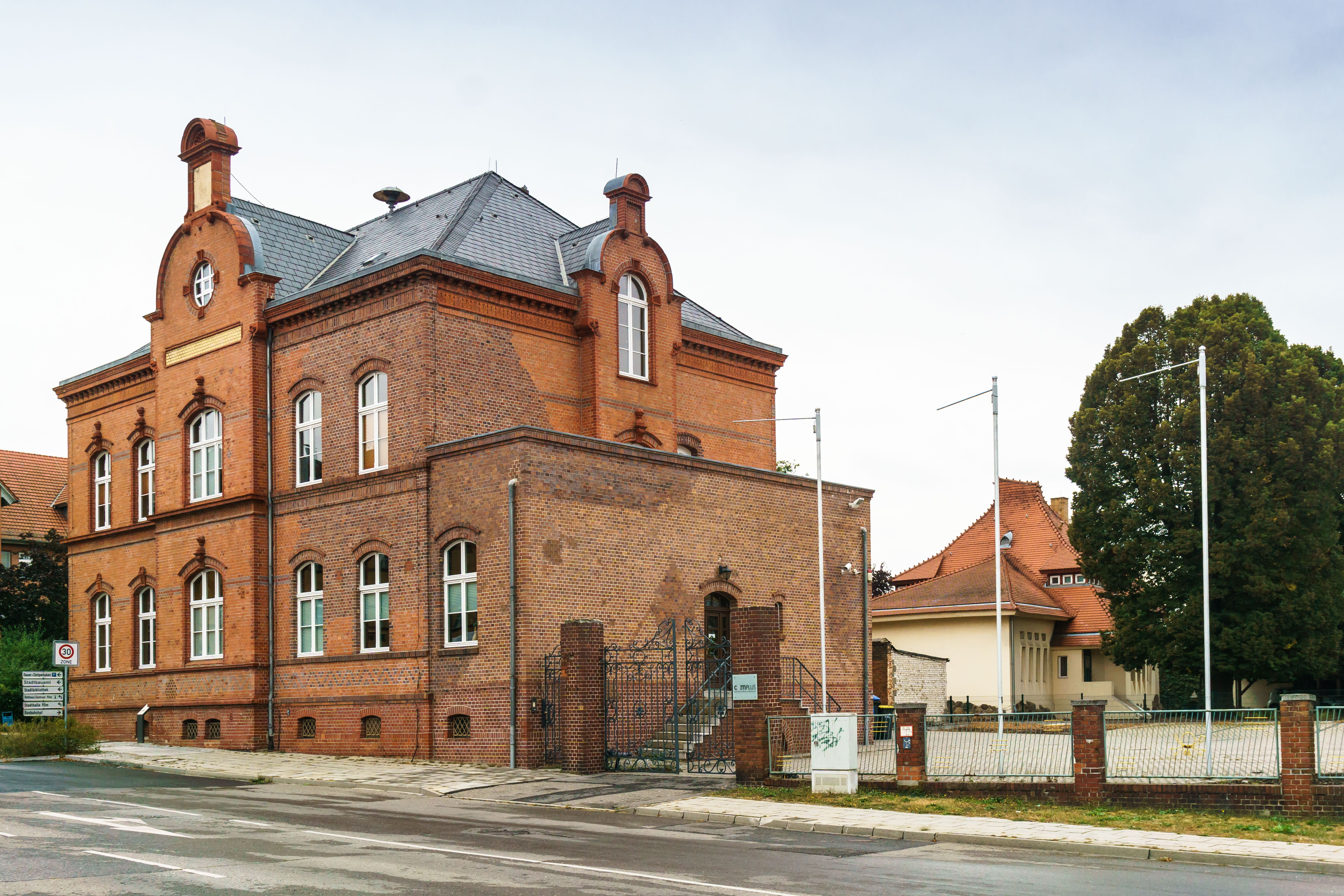
Ansicht von Südosten (2016)

Das Postamt ist ein zweigeschossiger Bau mit fünf zu vier Achsen, einem Verblendmauerwerk aus Klinkern und einem Walmdach. Die Gebäudeseite an der Joachim-Gottschalk-Straße hat einen einachsigen, die Seite zur Poststraße einen zweiachsigen Mittelrisalit mit abgerundeten Ziergauben. Das Postgebäude hat ein umlaufendes Geschossgesims und ein Traufgesims, die Traufe ist mit Zinnenfries verziert. Die Fenster sind stichbogig und zum Teil mit Schlusssteinen, einige der Schlusssteine sind aufwändig gestaltet z. B. mit aufgesetzten Knäufen. Der Eingang liegt in der südlichen Achse der Ostseite oberhalb des Sockels, der Höhenunterschied wird mit einer fünfstufigen Freitreppe überwunden. Dieser Eingang wurde vermutlich erst nachträglich hinzugefügt, alte Ansichtskarten aus dem frühen 20. Jahrhundert zeigen den Eingang an der Südseite auf Geländehöhe und eine tür- und fensterlose Außenachse an der westlichen Wand.
Östlich des Gebäudes wurde nachträglich ein eingeschossiger einachsiger Anbau ergänzt, im Norden befindet sich ein etwas größerer Anbau mit Flachdach. Letzterer hat einfache rechteckige Fenster und zwei Geschosse, aufgrund niedrigerer Deckenhöhen liegt die Traufe allerdings auf Höhe der Geschossdecke vom Erdgeschoss des Postamtes. Beide Anbauten verfügen über separate Eingänge.